# Išme-Dagan (Isin)
Išme-Dagān war ein König von Isin während der Isin-Larsa-Zeit. Er war Sohn von Iddin-Dagān. Er übte eine gesicherte Herrschaft über das südliche Mesopotamien aus. Von ihm ist unter anderem eine Verstärkung der Stadtmauern von Isin bezeugt. Jahresnamen zufolge war er außerdem in der Sozialgesetzgebung aktiv. Gesetzestexte von ihm selbst, wie der seines Nachfolgers, wurden bisher jedoch noch nicht gefunden. Literarische Werke rühmen ihn für den Wiederaufbau des zerstörten Nippur.